# Pucciniosira deightonii
Pucciniosira deightonii är en svampart som beskrevs av Cummins 1945. Pucciniosira deightonii ingår i släktet Pucciniosira och familjen Pucciniosiraceae.   Inga underarter finns listade i Catalogue of Life.